# Consonant alveolar
Una consonant alveolar o simplement alveolar en fonètica és aquella consonant que s'articula mitjançant l'acostament de la punta o la part superior de la llengua i la cresta alveolar. La transcripció de l'AFI no distingeix entre les dues formes d'articular el so.
En català, els sons [z], [s], [n], [l], [r] es consideren alveolars. Per contra, els sons [d], [t], [ð] es consideren dentals.